# 若泽博尼法西奥
若泽博尼法西奥是巴西圣保罗州的一个市镇。总面积858.641平方公里，总人口32551人，人口密度37.9人/平方公里。